# Izraeli labdarúgó-bajnokság (első osztály)
A Ligat háAl (héber betűkkel ליגת העל, izraeli angol átírással Ligat haal / ha'Al) a legmagasabb szintű labdarúgó-bajnokság Izraelben.

## Háttér
Az izraeli Premier League-et 1999-ben hozták létre, hogy felváltsa a Ligá Leúmítot (amelyik ma már a másodosztály).

## Verseny
12 klub van a bajnokságban. Egy szezon folyamán mindegyik klub háromszor játszik egymás ellen. Mindegyik szezon végén a két legalacsonyabb helyezett csapatot visszaminősítik a Liga Leúmítba, és az első két csapatot a Liga Leumitból előléptetik az izraeli PL-be. A 2009/10-es szezonban a bajnokság 16 csapatosra bővül az IFA (Izraeli Labdarúgó-szövetség) által.
A bajnokcsapat selejtezőn vehet rész a UEFA-bajnokok ligájában, míg a második és a harmadik helyezett az Európa-liga selejtezőjébe kerül. A negyedik helyezett az Intertotó-kupa selejtezőjébe kerül.

## Eddigi bajnokok
- Bétár Jerusálajim
- Bné Szakhnín
- Bné Jehúdá
- MSZ Asdód
- Makkabi Amídár Ramat Gan
- Íróní Kirjat Smóná
- Hapóél Petah Tikvá
- Hapóél Tel-Aviv
- Makkabi Haifa
- Makkabi Netánjá
- Makkabi Petah Tikvá
- Makkabi Tel-Aviv
- Hapóél Beér-Seva

| - 1923: Makkabi Tel-Aviv - 1928: Makkabi Hasmónáím Jerusálajim - 1929: Makkabi Tel-Aviv - 1932: British Police - 1934: Hapóél Tel-Aviv | - 1935: Hapóél Tel-Aviv - 1936: Hapóél Tel-Aviv - 1937: Makkabi Tel-Aviv - 1938: Hapóél Tel-Aviv - 1939: Makkabi Tel-Aviv | - 1940: Hapóél Tel-Aviv - 1941: Makkabi Tel-Aviv - 1943: Hapóél Tel-Aviv - 1947: Makkabi Tel-Aviv |

| - 1949-50: Makkabi Tel-Aviv - 1951-52: Makkabi Tel-Aviv - 1953-54: Makkabi Tel-Aviv - 1954-55: Hapóél Petah Tikvá - 1955-56: Makkabi Tel-Aviv - 1956-57: Hapóél Tel-Aviv - 1957-58: Makkabi Tel-Aviv - 1958-59: Hapóél Petah Tikvá - 1959-60: Hapóél Petah Tikvá - 1960-61: Hapóél Petah Tikvá - 1961-62: Hapóél Petah Tikvá - 1962-63: Hapóél Petah Tikvá - 1963-64: Hapóél Ramat Gan - 1964-65: Hakóah Ramat Gan - 1965-66: Hapóél Tel-Aviv - 1966-68: Makkabi Tel-Aviv - 1968-69: Hapóél Tel-Aviv - 1969-70: Makkabi Tel-Aviv - 1970-71: Makkabi Netánjá - 1971-72: Makkabi Tel-Aviv - 1972-73: Hakóah Ramat Gan - 1973-74: Makkabi Netánjá | - 1974-75: Hapóél Beér-Seva - 1975-76: Hapóél Beér-Seva - 1976-77: Makkabi Tel-Aviv - 1977-78: Makkabi Netánjá - 1978-79: Makkabi Tel-Aviv - 1979-80: Makkabi Netánjá - 1980-81: Hapóél Tel-Aviv - 1981-82: Hapóél Kfar Szabá - 1982-83: Makkabi Netánjá - 1983-84: Makkabi Haifa - 1984-85: Makkabi Haifa - 1985-86: Hapóél Tel-Aviv - 1986-87: Bétár Jerusálajim - 1987-88: Hapóél Tel-Aviv - 1988-89: Makkabi Haifa - 1989-90: Bné Jehúdá - 1990-91: Makkabi Haifa - 1991-92: Makkabi Tel-Aviv - 1992-93: Bétár Jerusálajim - 1993-94: Makkabi Haifa - 1994-95: Makkabi Tel-Aviv - 1995-96: Makkabi Tel-Aviv | - 1996-97: Bétár Jerusálajim - 1997-98: Bétár Jerusálajim - 1998-99: Hapóél Haifa - 1999-00: Hapóél Tel-Aviv - 2000-01: Makkabi Haifa - 2001-02: Makkabi Haifa - 2002-03: Makkabi Tel-Aviv - 2003-04: Makkabi Haifa - 2004-05: Makkabi Haifa - 2005-06: Makkabi Haifa - 2006-07: Bétár Jerusálajim - 2007-08: Bétár Jerusálajim - 2008-09: Makkabi Haifa - 2009-10: Hapóél Tel-Aviv - 2010-11: Makkabi Haifa - 2011-12: Íróní Kirjat Smóná - 2012-13: Makkabi Tel-Aviv - 2013-14: Makkabi Tel-Aviv - 2014-15: Makkabi Tel-Aviv - 2015-16: Hapóél Beér-Seva - 2016-17: Hapóél Beér-Seva - 2017-18: Hapóél Beér-Seva - 2018-19: Makkabi Tel-Aviv |